# Hotan He
Hotan He (chiń. 和田河; pinyin Hétián Hé) – rzeka w zachodnich Chinach, w Kotlinie Kaszgarskiej, okresowy dopływ Tarymu. Powstaje ze złączenia Karakax He i Yurungkax He. Długość rzeki wynosi 644 km.